# 川之江信用金庫
川之江信用金庫（かわのえしんようきんこ）は、愛媛県四国中央市に本店を置く信用金庫である。

## 沿革
- 1948年（昭和23年）10月 - 川之江信用組合として設立。
- 1951年（昭和26年）12月 - 信用金庫法に基づき、川之江信用金庫となる。
- 2008年（平成20年）10月1日 - 信金大阪共同事務センターに加盟する四国内の9信用金庫[1]において、ATM相互入出金手数料を完全無料化。